# Koohorst
De Koohorst was een motteburcht in de buurschap IJpelo in de Nederlandse gemeente Wierden. Het lag in het voormalige richterambt Kedingen. Van de voormalige motteburcht is niets terug te zien. De laatste restanten waren tot 1950 zichtbaar. De elliptische gracht rondom de in de volksmond genoemde Slotbelt werd door de eigenaar geheel in de slotgrachten geschoven en is daarmee gedempt. De plek is later niet bebouwd en bevindt zich voor de huidige melkstal.

## Geschiedenis
Het Huys IJpelo van Rudolf van Bevervoorde werd door de Burgers van Deventer belegerd en omstreeks half oktober 1345 genomen en afgebroken. Eind November 1345 werd diezelfde Rudolf van Bevervoorde tussen Enter en Elzen nagezeten.  In het voorjaar van 1346 kwam het tot een bemiddeling tussen de Burgers van Deventer en Rudolf van Bevervoorde, de verzoening kwam door bemiddeling van Seino van Dorth en de Heer van Voorst. In 1352 is er een overeenkomst gesloten tussen de Stad van Deventer en de bewoners die hun huis opnieuw hadden versterkt. De erfgenaam van Rudolf van Bevervoorde, Evert van Langen doet in 1394 een poging om het huis weer op te bouwen. Deze van 1394 tot 1399 gebouwde motteburcht werd gebouwd in opdracht van ridder Evert van Langen. De burcht lag op het strategisch terrein dat thans het Langen genoemd wordt. Omringd door water en moeras het Mokkelengoor.
Vanuit deze zogenaamde maalstad bestuurde Evert van Langen zijn goederen in Rectum en IJpelo. Eerst was het de vraag of de motteburcht was gebouwd op het oudere in de 12e eeuw genoemde Huys Bolen to Ipeloe welke hoorde onder de graaf van Bentheim en kasteel Bentheim Dit is niet het geval.
De oudste schriftelijke vermelding van de Koohorst is ruim honderd jaar eerder op 29 september 1275. Ridder Hoyerus van Delden verzoent zich met de edelheren Ludolf en Baldewin van Steinfurt. Ridder Hoyerus van Delden draagt proprietatem bonorum quorum videlicet domum Kohorst, novam domom Elsnen [en] domus Johannis in Delden in leen op aan de edelheren en krijgt easdem domus iure homagii van hen terug.
De Cameraarsrekeningen uit de 14e eeuw geven een beschrijving van de periode waarin deze motte is gebouwd en hoelang de bouwwerkzaamheden hebben geduurd. De stad van Deventer stuurde met dertien keer boden of bereden patrouilles naar de Koohorst om de tymmeringen te besien, dat wil zeggen dat de stad wilde weten in hoeverre de bewoners van hun huis in strijd met de overeenkomst van 1352 hun huis hadden versterkt. Meestal volgde wel een afbraak of werd de brand erin gestoken.
In de Cameraarsrekening van de stad Deventer staat geschreven: voor Expositium vor Rydighe 1398:
Item op den Hillighen Crues dag, den vrijdaghes daerna bi Herman van Orsbeke die ghereden was mit der stad baden van Campen ende van Swolle omme tebesien Everts tymmeringhe van Langhen ghehieten die Kohorst 16 gr.
Het moet indruk hebben gemaakt omdat de boden of bereden patrouilles naast de stadsbrieven uit Deventer, ook de stadsbrieven meekregen van Kampen en Zwolle Het huis de Koohorst heeft aan de eisen van 1352 voldaan, omdat ze niet is afgebroken of in brand gestoken zoals dat wel bij andere adellijke huizen is gebeurd.
Op de plek van de voormalige motte, zijn op de voorburcht twee boerderijen gebouwd. Het Groot Langen en Klein Langen. In de volksmond uitgesproken als 't Langeler. Ook deze oud boerderijen met houten topgevel zijn verdwenen en vervangen door gewone huizen.
In de 15e eeuw is het bezit van de Koohorst over gegaan naar de familie van Reede tot Brandlegt in Westfalen.